# Herguijuela de Ciudad Rodrigo (kommunhuvudort)
Herguijuela de Ciudad Rodrigo är en kommunhuvudort i Spanien.   Den ligger i provinsen Provincia de Salamanca och regionen Kastilien och Leon, i den centrala delen av landet, 240 km väster om huvudstaden Madrid. Herguijuela de Ciudad Rodrigo ligger 793 meter över havet och antalet invånare är 154.
Terrängen runt Herguijuela de Ciudad Rodrigo är varierad, och sluttar norrut. Runt Herguijuela de Ciudad Rodrigo är det mycket glesbefolkat, med 4 invånare per kvadratkilometer. Närmaste större samhälle är Ciudad Rodrigo, 15,7 km norr om Herguijuela de Ciudad Rodrigo. Omgivningarna runt Herguijuela de Ciudad Rodrigo är huvudsakligen savann.